# 幕屋聖殿
幕屋聖殿（朝鮮語: 장막성전、チャンマクソンジョン、帳幕聖殿）は、柳在烈(ユ・ジェヨル)を頂点とした新宗教で、1966年に大韓民国（韓国）京畿道始興郡果川面莫渓里（現：果川市）に本部を置いていた。異端・カルト110番によると、カルトである。

## 幕屋聖殿の歴史
幕屋聖殿の母体は、金終奎(キム・ジョンギュ)を教主とし、1964年ソウル特別市永登浦区上道洞サジャ岩（現：銅雀区）という、寺院の庵にあったホセン祈祷院である。
柳在烈は、当時18歳で、ホセン祈祷院で、既成教会を攻撃しながら旧約聖書ゼカリヤ書12：1を引用し、幕屋聖殿を通してこそ働かれる 神様の摂理を信じるよう力説した。彼は、既にホセン祈祷院に通い、金終奎の幻想的な信仰に染まっていた。
柳在烈は、1966年、5月20日から1260日が過ぎた1969年11月1日になれば、この世は火の海となるから、「悔い改め、救いの幕屋に集まれ。ここだけが、滅びを、避けることができる所。」であると言い、民衆の心を動揺させた。この言葉を聞いて、ソウル、仁川、水原など韓国全域から、人々が集まり始めた。14万4千人が集まった時、終末が来ると叫んだため、人々は競って、その限られた数の中に入るため先を争った。そして、集まった人々は300余名だった。彼らは、最後の日に備えるため、家財を総て売り払って捧げた。その数は次第に増え続け、1970年末の統計によると、幕屋聖殿に入居した人は約800世帯、5000余名だった。一種の信仰村 (天父教) (1950年代に韓国で生じた新宗教、天父教の信者たちが集団で居住する村落)として隔離集団が、形成されていた。
この宗派にも社会的スキャンダルが続いた。1971年に李萬熙が、柳在烈を控訴した後都落ちしたが、同年、多くの実力者達が、離脱し、その教勢（教会の勢力）が、挫かれた。遂に柳在烈は1975年9月、詐欺嫌疑、及び橋をかけると、木を盗伐した嫌疑で、山林法に違反した嫌疑及び、予備軍法違反等で、拘束され、一審では懲役5年、二審では懲役2年6ヶ月、執行猶予4年の宣告を受けた。 教主柳在烈は、釈放後、1980年10月にはアメリカ移民のため韓国を離れた。　その後、幕屋聖殿から大韓イエス教長老会、と教会名を変え長老教の所属となり、イサク教会から、現在は果川市に位置する希望教会として一般教会の姿で教会運営されている。
1971年当時の教勢は、約5000名で、女性が約70％を占め、年齢は40代中年層が大部分であった。その学力は無学ないし小学校卒業程度で、信徒の95％は、既成の教会と伝道館を離脱した人々だった。